# Bourbon Street Jazzband Frenkendorf
Die Bourbon Street Jazzband Frenkendorf war eine Schweizer Band des traditionellen Jazz, die von 1957 bis 2004 aus Amateuren aus Frenkendorf (BL) und Umgebung bestand.

## Geschichte
Der Trompeter Marcel Langel (* 3. Juni 1940 in Lausen BL) und aufgewachsen in Frenkendorf (BL) gründete 1956 das Polly Quartett, das ohne Noten Jazz und Unterhaltungsmusik spielte und bis 1958 bestand. 1957 gründete er als Posaunist die Bourbon Street Jazzband Frenkendorf, zunächst unter dem Namen Sea Dixie Ramblers. Alle Musiker stammten aus Frenkendorf - Pratteln. Trotz Widerständen in der Bevölkerung („Negermusik“) konnten viele Anlässe bestritten werden.
Ab 1965 beeinflusste die Dutch Swing College Band die instrumentale und musikalische, nun unter dem Namen «Bourbon Street Jazzband Frenkendorf» spielende Formation. Auch Chris Barber hatte einen Anteil am Sound. Langel konnte 1965/66 den Trompeter der Dutch Swing College Band, Oscar Klein aus Basel für zwei rhythmische und musikalische Lektionen gewinnen. 1966 entstand die erste Schallplatte (Maxi-Single) der Gruppe; es kam zu Auftritten im In- und nahen Ausland. Konzerte auf Jazzfestivals, Auftritte mit Beryl Bryden, den Piccadilly Six, der DRS Big Band und Radio- und Fernsehauftritten bei DRS kennzeichneten den Weg der Band. 1969, 1971 und 1973 bis 1975 wirkte Bo Katzman als Bassist und Sänger in der Band mit. 2004 nach 47 Jahren löste Bandleader und Gründer Marcel Langel die Band auf.

## Diskographie
- Royal Garden Blues Maxi-Single, EP Royal Splendid Records – RU 7920, 1966
- Riverboat Party LP Studio Technik Gysin AG, Münchenstein.[2] - 4686 AG M 33/T 1979
- Bourbon Street Parade LP Elite Spezial LP 30–859 / MC 130–859 1984
- 30 Years in Mission for Jazz LP Turicaphon LP 50–130 / MC+CD 89034 1984
- History 1959-1994 CD Roton 1994[3]